# فردا شب
فردا شب (انگلیسی: Tomorrow Night) یک فیلم کمدی پوچ‌گرایانه آمریکایی به کارگردانی لوئی سی. کی. است که در سال ۱۹۹۸ منتشر شد. تعداد زیادی از کمدین‌ها، از جمله جی. بی اسموو، استیو کارل، واندا سایکس، ایمی پولر، و کانن اوبراین در این فیلم حضور دارند.